# Lydasialis micheneri

Lydasialis micheneri (лат.) — ископаемый вид насекомых, единственный в составе рода Lydasialis из семейства Nanosialidae отряда верблюдки. Пермский период. Россия (Вологодская область, Poldarsa Formation, около 255 млн лет). Один из древнейших видов отряда.

## Описание
Мелкие насекомые, длина переднего крыла 2,8 мм. В переднем крыле жилка MP1 4-разветвлённая, а в заднем 3-разветвлённая. CuA с терминальной вилкой позади mcu. Жилка MP2 2-разветвлённая Ячейка 1mp одна. Длина заднего крыла 2,6 мм. Птеростигма сравнительно длинная, затемнённая. Анальная лопасть составляет около ≈1/2 общей длины крыла и содержит две анальные жилки. Поперечная жилка ir1 находится у основания птеростигмы. Жилка rp-ma отсутствует.  Вид был впервые описан в 2013 году российским энтомологом Дмитрием Щербаковым (Палеонтологический институт РАН, Москва) и назван в честь американского гименоптеролога Чарлза Миченера (Charles D. Michener, США).